# Final Four dell'Eurolega 2016-2017
Le Final Four dell'Eurolega 2016-2017 di hockey su pista si sono disputate presso il Pavelló Barris Nord di Lleida in Spagna dal 13 al 14 maggio 2017.
Vi hanno partecipato le seguenti squadre:
- 1º quarto di finale:  Benfica
- 2º quarto di finale:  Barcellona
- 3º quarto di finale:  Reus Deportiu
- 4º quarto di finale:  Oliveirense

I vincitori, gli spagnoli del Reus Deportiu, all'ottavo successo nella manifestazione, e la finalista del torneo, l'Oliveirense, hanno ottenuto il diritto di giocare contro i vincitori e i finalisti della Coppa CERS 2016-2017, rispettivamente i portoghesi del Barcelos e gli italiani del CGC Viareggio, nella Coppa Continentale 2017-2018.

## Tabellone
|  | Semifinali    | Semifinali    | Semifinali  |             |               | Finale        | Finale | Finale |  |
|  |               |               |             |             |               |               |        |        |  |
|  | Benfica       | Benfica       | 4(1)        |             |               |               |        |        |  |
|  | Benfica       | Benfica       | 4(1)        |             |               |               |        |        |  |
|  | Reus Deportiu | Reus Deportiu | 4(2)        |             |               |               |        |        |  |
|  | Reus Deportiu | Reus Deportiu | 4(2)        |             | Reus Deportiu | Reus Deportiu | 4      |        |  |
|  |               |               |             |             | Reus Deportiu | Reus Deportiu | 4      |        |  |
|  |               |               | Oliveirense | Oliveirense | 1             |               |        |        |  |
|  | Oliveirense   | Oliveirense   | Oliveirense | Oliveirense | 1             | 1             |        |        |  |
|  | Oliveirense   | Oliveirense   |             |             |               |               |        |        |  |
|  | Barcellona    | Barcellona    | 0           |             |               |               |        |        |  |

## Risultati

### Semifinali
| Arbitri: | Alessandro Eccelsi Filippo Fronte |

|  |           |               |
|  | Marcatori | 56' Barreiros |

| Arbitri: | Massimiliano Carmazzi Franco Ferrari |

|                                                 |                      |                                        |
| Rafael 3' Rodrigues 11' Nicolía 36' Adroher 40' | Marcatori            | 1' 22' Casanovas 13' Marin 42' Platero |
| Rocha Adroher Rodrigues Nicolía Neves           | Tiri di rigore 1 – 2 | Marin Rodriguez Torra Salvat Casanovas |

### Finale
| Arbitri: | Alessandro Eccelsi Filippo Fronte |

|                                      |           |             |
| Marin 2' Casanovas 33' Torra 40' 41' | Marcatori | 25' Cancela |

| Reus Deportiu   |    |                  |
|                 |    |                  |
| P               | 1  | Pedro Henriques  |
| P               | 10 | David Toda       |
| E               | 3  | Sergi Torner     |
| E               | 5  | Joan Salvat      |
| E               | 7  | Albert Casanovas |
| E               | 8  | Matias Platero   |
| E               | 9  | Raul Marin (c)   |
| E               | 11 | Marc Ollé        |
| E               | 18 | Marc Torra       |
| E               | 27 | Alex Rodriguez   |
| Allenatore:     |    |                  |
| Enrico Mariotti |    |                  |

| Oliveirense   |    |                       |
|               |    |                       |
| P             | 26 | Domingos Pinho        |
| P             | 88 | Xavier Puigbi         |
| E             | 4  | Nuno Araujo           |
| E             | 7  | Pedro Moreira         |
| E             | 8  | Bruno Fernandes       |
| E             | 9  | Jordi Bargalló        |
| E             | 29 | Jepi Selva            |
| E             | 44 | João Souto            |
| E             | 74 | Pablo Cancela         |
| E             | 77 | Ricardo Barreiros (c) |
| Allenatore:   |    |                       |
| Antonio Neves |    |                       |